# Rádio Tamandaré
Rádio Tamandaré é uma emissora de rádio brasileira concessionada e sediada no Recife, capital do estado de Pernambuco. Opera no dial AM, na frequência de 890 kHz. Foi inaugurada em 1951 pelo jornalista Assis Chateubriand, então proprietário do conglomerado de mídia Diários Associados, sendo vendida posteriormente para o Sistema Verdes Mares e pertencendo, hoje, ao jornalista Pedraugusto Rodrigues Gomes dos Prazeres e espólio do economista Luiz Alberto Lacerda.

## História
Em 27 de dezembro de 1949, o então presidente da República Eurico Gaspar Dutra assina decreto que outorga concessão para a S/A Rádio Tupi, razão social da Super Rádio Tupi do Rio de Janeiro, operar uma emissora de rádio no Recife, capital do estado de Pernambuco. A estação pertencia ao conglomerado de mídia Diários Associados, do jornalista Assis Chateaubriand. A Rádio Tamandaré, nomeada assim por Chateaubriand para passar impressão de marca local, foi inaugurada em 31 de março de 1951 com uma cerimônia onde estiveram presentes diversos artistas de rádio Brasil afora. Em sua grade de programação haviam programas de auditório, esportivos e radionovelas.
Em 1982, a emissora é vendida ao Sistema Verdes Mares, grupo de comunicação sediado no estado do Ceará. Em 1994, a Rádio Tamandaré é vendida aos sócios Luiz Alberto Lacerda, Luiz Cavalcanti Lacerda e Serafim de Sá Pereira, sendo arrendada à Igreja Universal do Reino de Deus, logo em seguida. Em 4 de outubro de 1999, com a rescisão do contrato com  IURD, inicia-se a programação 100% Jesus. destinada à comunidade evangélica desde então. Em maio de 2024, a Rádio Tamandaré passa a ter nova composição societária, o jornalista Pedraugusto Rodrigues Gomes dos Prazeres adquire as cotas do empresário Serafim de Sá Pereira e assume a administração da emissora..